# Totatiche
Totatiche es una localidad del estado mexicano de Jalisco. Es la cabecera del municipio de Totatiche.

## Demografía
| Gráfica de evolución demográfica |
|                                  |

| Censo | Población |
| ----- | --------- |
| 1900  | 908       |
| 1910  | 982       |
| 1921  | 987       |
| 1930  | 1 213     |
| 1940  | 1 612     |
| 1950  | 1 655     |
| 1960  | 2 050     |
| 1970  | 2 234     |
| 1980  | 1 813     |
| 1990  | 2 030     |
| 2000  | 1 714     |
| 2010  | 1 323     |
| 2020  | 1 338     |